# جلد صناعي

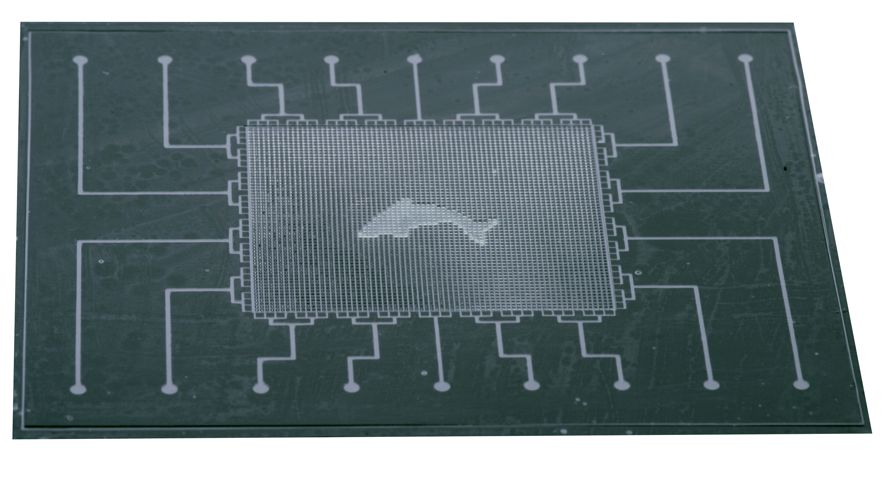

الجلد الصناعي هو الجلد الذي تتم صناعته في المختبر. ويمكن استخدامه كبديلٍ عن الجلد الطبيعي للمرضى الذين يعانون من طفح جلدي مثل الحروق الشديدة أو الأمراض الجلدية أو لأغراضٍ أخرى ويمكن استخدامه لإخفاء الجروح المزمنة.

## الخلفية
الجلد هو أكبر عضو في جسم الإنسان، ويتكون الجلد من ثلاث طبقات: طبقة البشرة (epidermis)، وطبقة الأدمة (dermis)، وطبقة تحت الجلد (hypodermis ). البشرة هي الطبقة الخارجية من الجلد التي تحتفظ بالسوائل الحيوية بداخل الجسم وتمنع البكتريا الضارة من الدخول إلى الجسم. أما الأدمة فهي الطبقة الداخلية من الجلد التي تحتوي على الأوعية الدموية والأعصاب وجريبات الشعر والغدد الدهنية والعرقية. ويؤدي التلف الشديد الذي يلحق بمساحات كبيرة من الجلد إلى تعريض الإنسان للإصابة بالجفاف أو العدوى الأمر الذي قد يسبب الوفاة.
من بين الطرق التقليدية للتعامل مع حالات فقد أجزاء كبيرة من الجلد هي استخدام الطعم الجلدي أو الاستعانة بجلد مأخوذ من إنسان/جثة أخرى. الطريقة الأولى لها عيوب من بينها أنه قد لا يتوفر القدر الكافي من الجلد لإجراء عملية الطعم الجلدي، أما الطريقة الأخيرة فتكون فيها احتمالية إصابة الحالة برفض الطُعم أو العدوى.
وكانت جراحات الطعم الجلدي يتم إجراءها من جلد الشخص المصاب نفسه حتى أواخر القرن العشرين. ولكن أصبحت تلك النوعية من الجراحات تواجه مشكلات مثل أن يكون الضرر الملحق بالجلد ضررًا جسيمًا أو أن معظم العضو قد أُتلِفَ.
اخترع جون إف بورك رئيس قسم خدمات الصدمات في مستشفى ماساتشوستس العام جلدًا اصطناعيًا. وساعده في ذلك أيونيس في يانس؛ أستاذ الكيمياء في معهد ماساتشوستس للتكنولوجيا، كامبريدج، ماساتشوستس. حيث ابتكرا معًا بوليمر من ألياف الكولاجين وجزيئات السكر في سبعينيات القرن العشرين. فتكون من ذلك جزء مسامي صغير. وعند وضع هذا الجزء على الجرح، كان يساعده في شفاء خلايا الجلد المحيطة به بشكلٍ أسرع. مما سمح بتواصل عملية الشفاء بمعدلاتٍ أسرع بكثير من ذي قبل. كما صنعا جلدًا من غضروف سمكة القرش وجلد البقر. كان هذا الجلد يجفف ويعقم، ومن ثم يمكن تصنيع غشاء رقيق منه يسمح بمرور المواد إلى داخله كما يحدث مع الأدمة الأصلية. ثم في النهاية يضاف السليكون لخلق طبقة علوية واقية تمثل طبقة البشرة. وتحمي هذه الطبقة المضافة الأدمة الجديدة كما تحافظ على السوائل بداخل الجسم. وتسمح الأدمة الاصطناعية بنمو الأوعية الدموية بيد أنها لا تسمح بنمو جريبات الشعر أو إفراز العرق.
glands.
وفي أواخر السبعينيات من القرن العشرين، بدأ الباحثون في مجال الطب في إجراء تجارب على طبقات من الجلد الصناعي التي يمكن ترصيعها بشكلٍ دائم لدى المرضى الذين لا تتاح لهم خيارات أخرى. ثم في عام 1981 توصل جراحان من بوسطن بالولايات المتحدة إلى تصميم جديد وناجح للجلد الصناعي وعُرِفَ باسم إنتيجرا (Integra). فبدلًا من تكرار وظيفة الجلد السليم، تقوم «إنتيجرا» بحيلة تجعل خلايا الجلد الحقيقية تنتج أدمة جديدة تحل محل الأدمة التالفة.

## التقدم
يستمر إجراء الأبحاث على الجلد الصناعي. وعادةً ما تستخدم في عمليات الجلد الصناعي سقالة من الكولاجين (وهو البروتين الذي يشكل أساس تركيبة الجلد) والتي يمكن زراعتها أيضًا في خلايا المريض، أو جلد مأخوذ من قلفة حديثي الولادة والتي تتم إزالتها خلال عملية الختان. وتلتقي حروف السقالة مع الجلد السليم مما يسمح للجلد الجديد بالالتئام سريعًا. ويمكن استخدام الجلد الصناعي لإنقاذ المرضى الذين فقدوا أكثر من 50% من جلدهم إثر التعرض للحروق أو الاضطرابات الجلدية أو الإصابة بأنواع معينة من السرطان. ويتم حاليًا اختبار تقنيات إضافية مثل رذاذ الجلد ذاتيِّ المنشأ التي أنتجتها شركة أفيتا ميديكال، في محاولة للتعجيل بعملية الشفاء وتقليل الندوب.
ويعمل معهد فراونهوفر للهندسة البينية والتكنولوجيا الحيوية على إنتاج جلد صناعي من خلال عملية مؤتمتة بالكامل. ويتمثل هدفهم في المعهد في إنتاج جلد بسيط يتكون من طبقتين دون أوعية دموية يمكن استخدامه في دراسة كيفية تفاعل الجلد مع المنتجات الاستهلاكية مثل الكريمات والأدوية. ويأمل المعهد أن يتمكن في النهاية من إنتاج جلد أكثر تعقيدًا يمكن استخدامه في عمليات الزرع.
وتمكنت هانا ويندت بالتعاون مع فريق من زملائها في قسم جراحات التجميل واليد وإعادة البناء في كلية الطب بهانوفر بألمانيا من اكتشاف طريقة لإنتاج جلد صناعي باستخدام حرير العنكبوت. وقبل ذلك، كان يتم إنتاج الجلد الصناعي باستخدام مواد مثل الكولاجين. إلا أن هذه المواد لا تبدو قوية بالقدر الكافي. وبدلًا من هذه المواد لجأت ويندت وفريقها إلى حرير العنكبوت المعروف عنه أنه أقوى من مواد كيفلر بخمس مرات. وينتج الحرير بعد «استحلاب» الغدد الحريرية من نسيج شبكة العنكبوت الدائرية ذهبية اللون. ويلف الحرير على مكب بعد جمعه ليُنسَج على إطار معدني مستطيل، يبلغ سمكه 0.7 مللي متر، ويسهل التعامل مع النسيج المنتج وكذلك يسهل تعقيمه. وعند إضافة خلايا جلدية بشرية إلى هذا الحرير المغزول على شبكة، وُجِدَ أن تلك الخلايا تنمو في ظل توفير بيئة تمدها بالمغذيات والدفء والهواء. بيد أن استخدام حرير العنكبوت لإنتاج جلد صناعي بكميات كبيرة أمر غير عملي نظرًا للعملية الشاقة التي يتطلبها إنتاجه وجمعه.
ويجري الآن الباحثون في أستراليا أبحاثًا لابتكار طريقة جديدة لإنتاج الجلد الصناعي. والتي من شأنها إنتاج جلد صناعي بصورة أسرع وأكثر فعالية. ومن المنتظر أن يبلغ سمك الجلد المنتج مللي متر واحدًا فقط ويستخدم في إعادة بناء طبقة البشرة. كما يستطيع الباحثون جعل سُمك الجلد نحو 1.5 مللي متر مما يسمح للأدمة بإعادة بناء نفسها إذا اقتضى الأمر. ولكن يتطلب هذا الأمر نخاعًا عظميًا من شخص متبرع أو من جسم المريض نفسه. ويستخدم هذا النخاع العظمي كـ«بذرة» ويوضع في الطُعم ليحاكي وظيفة الأدمة. وقد تم اختبار ذلك على الحيوانات وقد أثبت فعاليته على جلد الحيوان.
ويقول الأستاذ الجامعي ماتيتس: «في أستراليا، الفرد الذي يعاني من حروق تتلف السُمك الكامل للجلد لنسبة تصل إلى 80 بالمائة من سطح الجسم لديه كل فرص النجاة الممكنة من الإصابة، غير أن نوعية الحياة التي سيحياها تظل موضع شك لأننا لا نستطيع في الوقت الراهن استبدال الجلد المحروق بجلد طبيعي...ولكننا نضمن أن النجاة تستحق كل هذا العناء في سبيل تطوير مُكافئ للجلد الحي.»

## الجلد الاصطناعي
تم ابتكار نوع آخر من «الجلد الصناعي» يُستخرج من مواد مرنة شبه موصلة يمكنها استشعار اللمس لمن يركبون عضوًا اصطناعيًا. ومن المتوقع تزويد الإنسالية بجلد صناعي للقيام بالمهام البدائية التي تعتبر دقيقة نوعًا ما وتحتاج إلى حساسية «اللمس». وتوصل العلماء إلى أنه يمكن اكتشاف كميات ضئيلة من الضغط وذلك من خلال تزويد الجلد الصناعي بطبقة من المطاط ذات قطبين متوازيين يحتفظان بشحنات كهربية. وعند ممارسة الضغط تتغير الشحنة الكهربية في المطاط ويكتشف القطبان هذا التغير.
إلا أن الغشاء رقيق جدًا بحيث لا يترك منفذًا للجزيئات للتحرك ومن ثم تصبح معقدة عند تعرض الجلد للضغط. كما تفشل تلك الجزيئات في استعادة شكلها الأصلي بعد زوال الضغط.

## اهمية الجلد الصناعي واستخداماته
يستخدم لمساعدة ضحايا الحروق، وله اهمية كبيره في اسعاد المرضى لاستبدال جلدهم التالف أو المحروق.